# دندان‌اره نواری
دندان‌اره نواری (نام علمی: Prionodon linsang) نام یک گونه از سرده دندان‌اره‌های آسیایی است.